# Ивишак
Ивишак (Айвишак; англ. Ivishak River) — река на северо-западе Северной Америки. Протекает по территории боро Норт-Слоп штата Аляска, США.
Длина реки составляет около 153 км. Верховья Ивишак питаются ледниками; река течёт сперва на северо-восток, а затем на северо-запад через горы Филип-Смит и северные предгорья Национального Арктического заповедника. Впадает в реку Сагаваниркток на прибрежной равнине, в 89 км к югу от населённого пункта Прадхо-Бей.